# Nederländernas Grand Prix 2021
Nederländernas Grand Prix 2021, officiellt Formula 1 Heineken Dutch Grand Prix 2021, var ett Formel 1-lopp som kördes den 5 september 2021 på Circuit Zandvoort i Nederländerna. Loppet var det trettonde loppet ingående i Formel 1-säsongen 2021 och kördes över 72 varv. Det var första gången ett Grand Prix hölls vid banan sedan 1985.

## Bakgrund
Loppet var Max Verstappens hem Grand Prix och Verstappen tog hem segern.

### Deltagare
På lördagsmorgonen den 4 september före det tredje träningspasset bekräftades nyheten att Kimi Räikkönen för Alfa Romeo testat positivt för Covid-19. Han ersattes av Robert Kubica som senast körde vid Abu Dhabis Grand Prix 2019.

## Ställning i mästerskapet före loppet
| Pos. | Förare          | Poäng |
| ---- | --------------- | ----- |
| 1    | Lewis Hamilton  | 202,5 |
| 2    | Max Verstappen  | 199,5 |
| 3    | Lando Norris    | 113   |
| 4    | Valtteri Bottas | 108   |
| 5    | Sergio Pérez    | 104   |

| Pos. | Konstruktör      | Poäng |
| ---- | ---------------- | ----- |
| 1    | Mercedes         | 310,5 |
| 2    | Red Bull-Honda   | 303,5 |
| 3    | McLaren-Mercedes | 169   |
| 4    | Ferrari          | 165,5 |
| 5    | Alpine-Renault   | 80    |

- Notering: Endast de fem bästa placeringarna i vardera mästerskap finns med på listorna.

## Kvalet
Max Verstappen för Red Bull tog pole position följt av Lewis Hamilton för Mercedes följt av Valtteri Bottas.
| Pos.                    | Nr. | Förare             | Konstruktör               | Kvaltider | Kvaltider | Kvaltider | Start- grid |
| Pos.                    | Nr. | Förare             | Konstruktör               | Q1        | Q2        | Q3        | Start- grid |
| ----------------------- | --- | ------------------ | ------------------------- | --------- | --------- | --------- | ----------- |
| 1                       | 33  | Max Verstappen     | Red Bull-Honda            | 1:10,036  | 1:09,071  | 1:08,885  | 1           |
| 2                       | 44  | Lewis Hamilton     | Mercedes                  | 1:10,114  | 1:09,726  | 1:08,923  | 2           |
| 3                       | 77  | Valtteri Bottas    | Mercedes                  | 1:10,219  | 1:09,769  | 1:09,222  | 3           |
| 4                       | 10  | Pierre Gasly       | Alpha Tauri-Honda         | 1:10,274  | 1:09,541  | 1:09,478  | 4           |
| 5                       | 16  | Charles Leclerc    | Ferrari                   | 1:10,829  | 1:09,437  | 1:09,527  | 5           |
| 6                       | 55  | Carlos Sainz, Jr.  | Ferrari                   | 1:10,022  | 1:09,870  | 1:09,537  | 6           |
| 7                       | 99  | Antonio Giovinazzi | Alfa Romeo-Ferrari        | 1:10,050  | 1:10,033  | 1:09,590  | 7           |
| 8                       | 31  | Esteban Ocon       | Alpine-Renault            | 1:10,179  | 1:09,919  | 1:09,933  | 8           |
| 9                       | 14  | Fernando Alonso    | Alpine-Renault            | 1:10,435  | 1:10,020  | 1:09,956  | 9           |
| 10                      | 3   | Daniel Ricciardo   | McLaren-Mercedes          | 1:10,255  | 1:09,865  | 1:10,166  | 10          |
| 11                      | 63  | George Russell     | Williams-Mercedes         | 1:10,382  | 1:10,332  | N/A       | 11          |
| 12                      | 18  | Lance Stroll       | Aston Martin-BWT Mercedes | 1:10,438  | 1:10,367  | N/A       | 12          |
| 13                      | 4   | Lando Norris       | McLaren-Mercedes          | 1:10,489  | 1:10,406  | N/A       | 13          |
| 14                      | 6   | Nicholas Latifi    | Williams-Mercedes         | 1:10,093  | 1:11,161  | N/A       | 14          |
| 15                      | 22  | Yuki Tsunoda       | Alpha Tauri-Honda         | 1:10,462  | 1:11,314  | N/A       | 15          |
| 16                      | 11  | Sergio Pérez       | Red Bull-Honda            | 1:10,530  | N/A       | N/A       | 16          |
| 17                      | 5   | Sebastian Vettel   | Aston Martin-BWT Mercedes | 1:10,731  | N/A       | N/A       | 17          |
| 18                      | 88  | Robert Kubica      | Alfa Romeo-Ferrari        | 1:11,301  | N/A       | N/A       | 18          |
| 19                      | 47  | Mick Schumacher    | Haas-Ferrari              | 1:11,387  | N/A       | N/A       | 19          |
| 20                      | 9   | Nikita Mazepin     | Haas-Ferrari              | 1:11,875  | N/A       | N/A       | 20          |
| 107 %-gränsen: 1:14,717 |     |                    |                           |           |           |           |             |
| Källor:                 |     |                    |                           |           |           |           |             |

## Loppet
Max Verstappen vann loppet följt av Lewis Hamilton följt av Valtteri Bottas.
| Pos.                                                           | Nr. | Förare             | Konstruktör               | Varv | Tid/Bröt    | Grid | Poäng |
| -------------------------------------------------------------- | --- | ------------------ | ------------------------- | ---- | ----------- | ---- | ----- |
| 1                                                              | 33  | Max Verstappen     | Red Bull-Honda            | 72   | 1:30:05,395 | 1    | 26    |
| 2                                                              | 44  | Lewis Hamilton     | Mercedes                  | 72   | +20,932s    | 2    | 191   |
| 3                                                              | 77  | Valtteri Bottas    | Mercedes                  | 72   | +56,460s    | 3    | 15    |
| 4                                                              | 10  | Pierre Gasly       | Alpha Tauri-Honda         | 71   | +1 varv     | 4    | 12    |
| 5                                                              | 16  | Charles Leclerc    | Ferrari                   | 71   | +1 varv     | 5    | 10    |
| 6                                                              | 14  | Fernando Alonso    | Alpine-Renault            | 71   | +1 varv     | 9    | 8     |
| 7                                                              | 55  | Carlos Sainz, Jr.  | Ferrari                   | 71   | +1 varv     | 6    | 6     |
| 8                                                              | 11  | Sergio Pérez       | Red Bull-Honda            | 71   | +1 varv     | PL   | 4     |
| 9                                                              | 31  | Esteban Ocon       | Alpine-Renault            | 71   | +1 varv     | 8    | 2     |
| 10                                                             | 4   | Lando Norris       | McLaren-Mercedes          | 71   | +1 varv     | 13   | 1     |
| 11                                                             | 3   | Daniel Ricciardo   | McLaren-Mercedes          | 71   | +1 varv     | 10   |       |
| 12                                                             | 18  | Lance Stroll       | Aston Martin-BWT Mercedes | 70   | +2 varv     | 12   |       |
| 13                                                             | 5   | Sebastian Vettel   | Aston Martin-BWT Mercedes | 70   | +2 varv     | 15   |       |
| 14                                                             | 99  | Antonio Giovinazzi | Alfa Romeo-Ferrari        | 70   | +2 varv     | 7    |       |
| 15                                                             | 88  | Robert Kubica      | Alfa Romeo-Ferrari        | 70   | +2 varv     | 16   |       |
| 16                                                             | 6   | Nicholas Latifi    | Williams-Mercedes         | 70   | +2 varv     | PL   |       |
| 17                                                             | 63  | George Russell     | Williams-Mercedes         | 70   | +2 varv     | 11   |       |
| 18                                                             | 47  | Mick Schumacher    | Haas-Ferrari              | 69   | +3 varv     | 17   |       |
| RET                                                            | 22  | Yuki Tsunoda       | Alpha Tauri-Honda         | 48   | DNF         | 14   |       |
| RET                                                            | 9   | Nikita Mazepin     | Haas-Ferrari              | 41   | DNF         | 18   |       |
| Snabbaste varvet: Lewis Hamilton, Mercedes, 1:11,097 (varv 72) |     |                    |                           |      |             |      |       |
| Källor:                                                        |     |                    |                           |      |             |      |       |

Noter
- ^1  – Inkluderar en extra poäng för snabbaste varv.

## Ställning i mästerskapet efter loppet
| Pos.  | Förare          | Poäng |
| ----- | --------------- | ----- |
| 1 ▲ 1 | Max Verstappen  | 224,5 |
| 2 ▼ 1 | Lewis Hamilton  | 221,5 |
| 3 ▲ 1 | Valtteri Bottas | 123   |
| 4 ▼ 1 | Lando Norris    | 114   |
| 5 ▬   | Sergio Pérez    | 108   |

| Pos.  | Konstruktör      | Poäng |
| ----- | ---------------- | ----- |
| 1 ▬   | Mercedes         | 344,5 |
| 2 ▬   | Red Bull-Honda   | 332,5 |
| 3 ▲ 1 | Ferrari          | 181,5 |
| 4 ▼ 1 | McLaren-Mercedes | 170   |
| 5 ▬   | Alpine-Renault   | 90    |

- Notering: Endast de fem bästa placeringarna i vardera mästerskap finns med på listorna.